# Onthophagus nitidus
Onthophagus nitidus é uma espécie de inseto do género Onthophagus, família Scarabaeidae, ordem Coleoptera.
Foi descrita cientificamente por Waterhouse em 1875.